# Ferrocarriles de vía estrecha en el protectorado español de Marruecos

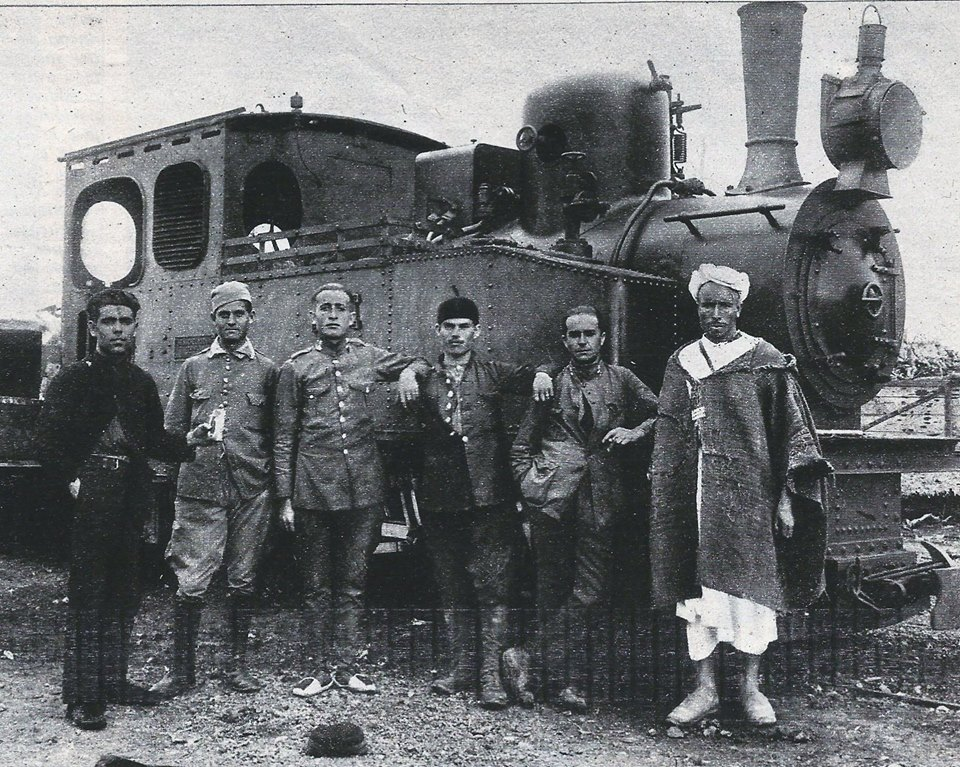
Locomotora Henschel & Sohn en el ferrocarril Nador-Tistutín (1918)

Los ferrocarriles de vía estrecha del protectorado español de Marruecos fueron la red ferroviaria construida por España en el Marruecos español, Ceuta y Melilla. La zona de Melilla y Nador fue la primera en disponer de transporte ferroviario. A continuación se construyó la línea ferroviaria Ceuta-Tetuán y las infraestructuras ferroviarias cortas del puerto de Larache en el litoral atlántico.

## Melilla

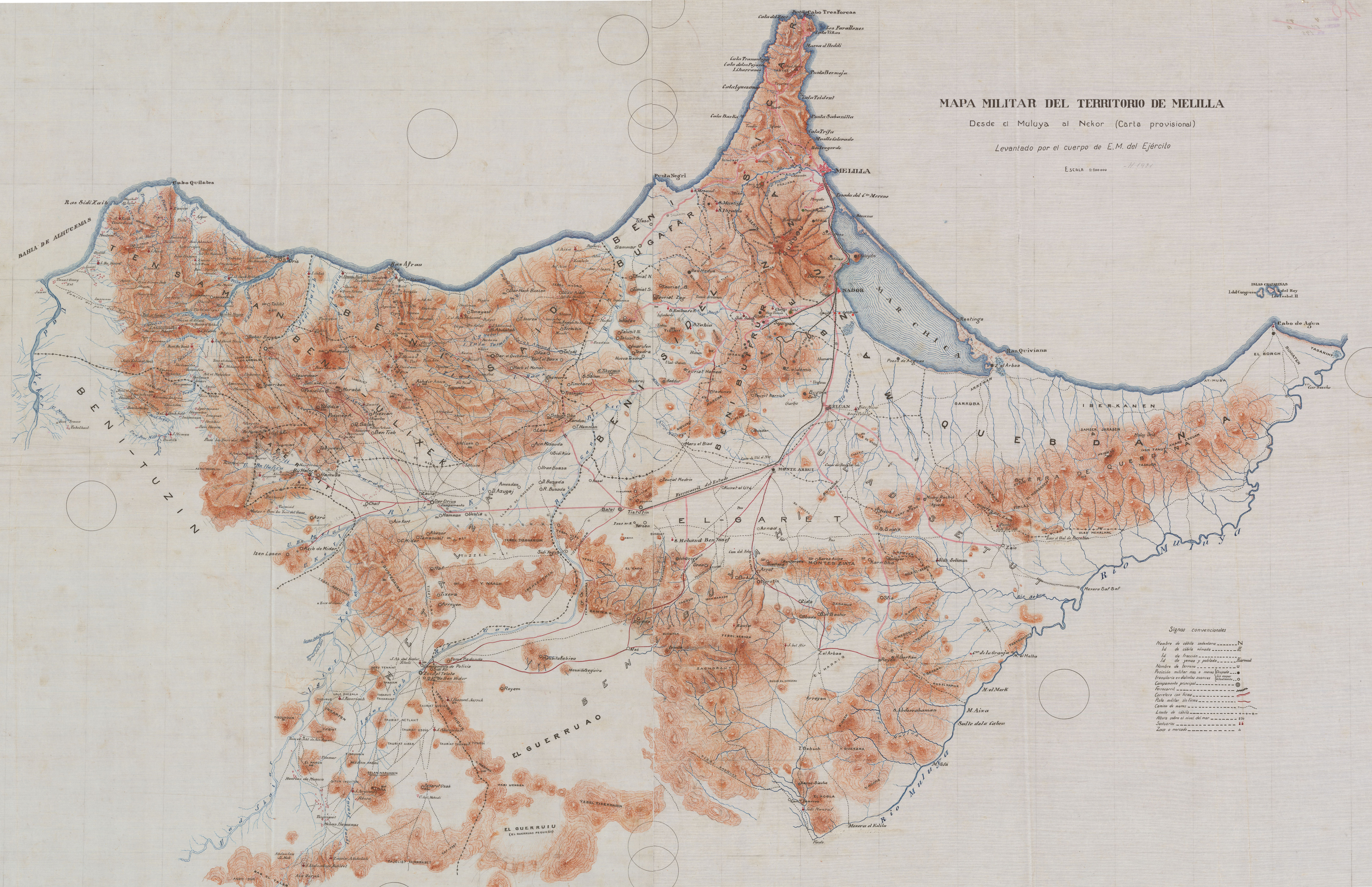
Mapa militar de Melilla en época de la guerra del Rif, con tres vías férreas (1921)

En Melilla, la Junta de Obras del Puerto de Melilla y Chafarinas inició, bajo la dirección del ingeniero Manuel Becerra, la construcción de un extenso puerto para transportar el tráfico de minerales de la minera CEMR. De 1907 a 1911 las obras fueron encomendadas a la Compañía Trasatlántica. Para la construcción del puerto se emplearon líneas férreas para el transporte de piedra desde las canteras de Horcas Redondas, primero, y Sidi Musa, después. Estos trazados fueron desmantelados tras el final de las obras y vendidas las cuatro locomotoras Orenstein & Koppel adquiridas para este propósito.

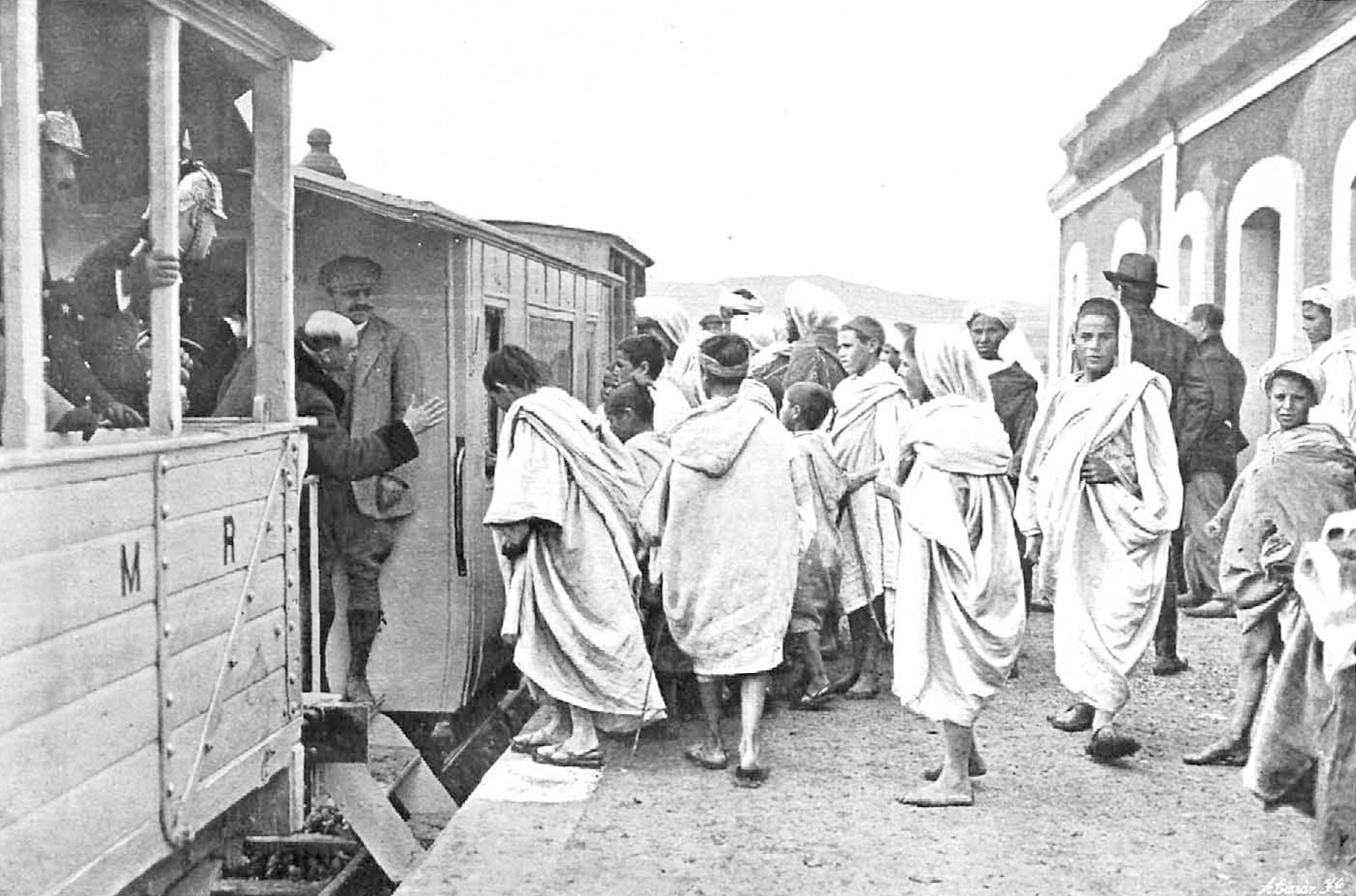
Estación de Segangan en 1911

La Compañía Española de Minas del Rif, fundada en julio de 1908, para la explotación de concesiones mineras en Idem, Beni-Sidel y Mazuza, contruyó la primera red ferroviaria del protectorado español de Marruecos desde Melilla. Se trató de la línea de ferrocarril Melilla-San Juan de las Minas, línea férrea de ancho métrico y treinta y un kilómetros de longitud, cuyo recorrido fue el siguienteː Melilla-Beni Ensar-Tizi Tavessart-Atalayon-Nador-Segangan-San Juan de las Minas-Minas de Jebel Uisai (Ulad Canem). Para 1914 la CEMR operaba tres trenes diarios de pasajeros a Nador de los cuales dos continuaban hasta San Juan de las Minas con su correspondiente vuelta a Melilla.
La empresa Ferrocarril Nador–Tistutin construyó una línea de 36 km de ancho métrico con el siguiente recorridoː Nador-Tinequemart-Zeluan-Monte Arruit-Tistutin-El Batel. Durante la guerra del Rif esta línea fue objetivo de las cabilas rifeñas. Para la logística de la guerra y el transporte de tropa, intendencia y armamento, se construyeron diferentes ramales. En 1926, con el fin de la guerra, fueron desmantelados. Se trataba de tramos para los que se empleaban locotractoresː
- El Batel a Laababda y Zoco el Had
- El Batel a Ben Tiep
- Laababda a Dar Tafersit

Además, se acometió la construcción de ramales de ancho de 600 mm para el ejército español con material ferroviario y locomotoras alemanas que habían sido empleadas en la Primera Guerra Mundial.
- El Batel – Dar Driuch
- El Batel – Ulad Candussi – Dar Quebdani
- Dar Driuch – Tafersit

Al calor del desarrollo minero de la zona, las empresas mineras Compañía del Norte Africano y la Compañía Minera Setolazar construyeron también infraestructuras ferroviarias de 600 mm. Ambas empleaban la caseta ferroviaria de Beni Ensar y contaban con un trazado que discurría en paralelo al de la CEMR entre Nador y el puerto de Melilla.
Por último, se puede señalar la línea férrea de diecinueve kilómetros empleada hasta 1919 por la Compañía del Norte Africano entre sus concesiones de minas de plomo en Monte Afra y el puerto de Melilla, cedida posteriormente al puerto de Melilla.

## Ceuta
En 1904 se fundó la Junta de Obras del Puerto de Ceuta para la construcción del puerto de Ceuta que construyó el ferrocarril Ceuta-Benzú hasta la cantera que surtía las obras del puerto.

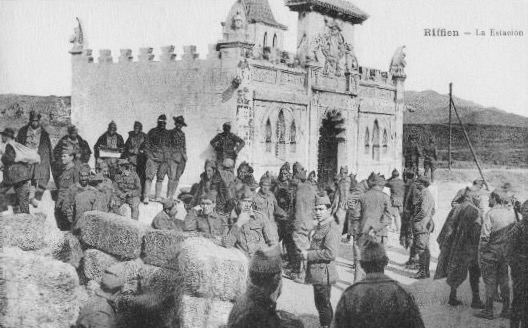
Legionarios en el apeadero de Dar Riffien (1920)

En 1912 se fundó el Ferrocarril Ceuta-Tetuán, una línea de cuarenta y un kilómetros de ancho métrico. La inauguración de la línea tuvo lugar en marzo de 1918 y su recorrido era el siguiente: Ceuta, Miramar, Castillejos, Dar Riffien, Negro, Rincón del Medik, Malalién y Tetuán.
En 1913 ordenó la construcción de una línea férrea de 600 mm y dieciocho kilómetros hasta Río Martín en el lugar que había ocupado la anterior línea de ancho internacional. Se inauguró en 1915 por la compañía Ferrocarril Tetuan-Rio Martin y prolongaciones. En 1921 se inauguraron el ramal de dieciocho kilómetros a Benkarrir y Zina, el de ocho kilómetros a Laucien y el puente ferroviario de Mogote.

## Larache
En 1911 se concedió a la empresa austriaca Sager & Wörner el contrato para construir las instalaciones portuarias de Larache en la costa atlántica. Las obras terminaron en 1914 y se empleó una línea férrea de 600 mm.